# Tomokazu Mjódžin
Tomokazu Mjódžin (* 24. ledna 1978) je japonský fotbalista.

## Reprezentační kariéra
Tomokazu Mjódžin odehrál 26 reprezentačních utkání. S japonskou reprezentací se zúčastnil Mistrovství světa 2002.

## Statistiky
| Japonsko | Japonsko | Japonsko |
| Roky     | Záp.     | Góly     |
| -------- | -------- | -------- |
| 2000     | 9        | 2        |
| 2001     | 7        | 0        |
| 2002     | 10       | 1        |
| Celkem   | 26       | 3        |